# Chicago Symphony Orchestra
Das Chicago Symphony Orchestra (CSO) ist ein Sinfonieorchester in Chicago, Illinois. Es wird zu den großen Symphonieorchestern der USA (Big Five) gezählt.

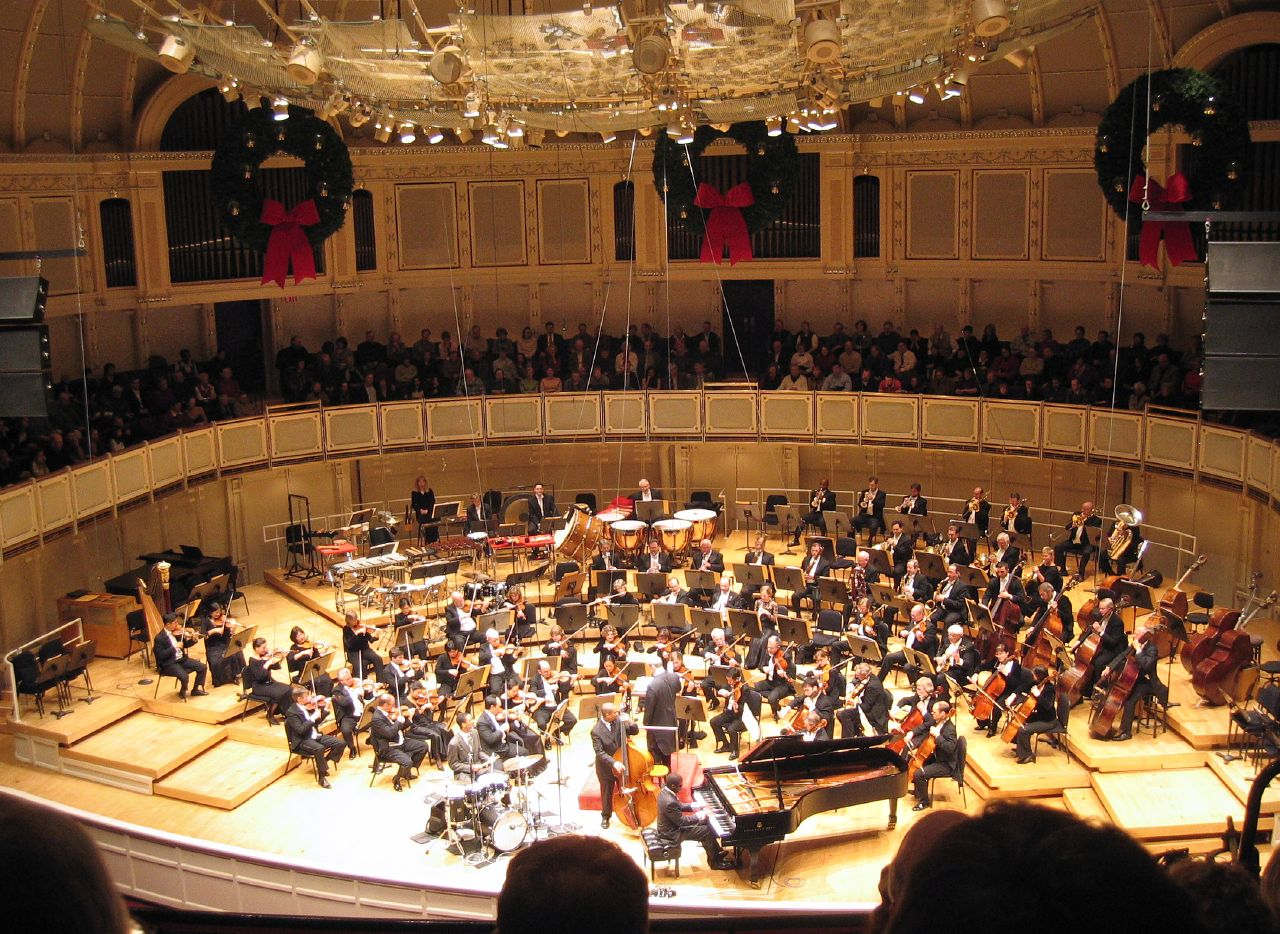
Das Chicago Symphony Orchestra in der Chicago Orchestra Hall 2005

## Geschichte
Der begründende Musikdirektor Theodore Thomas wirkte als Chefdirigent von 1891 bis 1905; danach kam eine lange Phase unter Friedrich August Stock, 1905 bis 1942, aus der aber nur wenig Tonaufnahmen existieren. Gegen Ende der Amtszeit von Stock kam 1936 Hans Lange (wie Stock aus Deutschland stammend und viele Jahre Assistent von Arturo Toscanini) zum CSO, wo er zunächst als Assistent von Stock  und später bis 1946 als „associate conductor“ tätig war. Kürzere Zeiten unter Désiré Defauw (1943–1947), Artur Rodziński (1947–1948) und Rafael Kubelík (1950–1953) folgten. Doch erst der präzisionsbesessene und von Orchestermusikern gefürchtete Fritz Reiner etablierte den Weltruf des Orchesters zwischen 1953 und 1963. Nach Jean Martinon (1963–1969) übernahm Sir Georg Solti, der bis 1991 an die Glanzzeiten Reiners anknüpfen konnte, wenn auch mit einem anderen, schneidigeren und weniger klangschönen Stil. 1991 wurde Daniel Barenboim vom Orchester als Nachfolger gewählt. Er bekleidete sein Amt bis zum Ende der Saison 2005/06. Das Orchester wählte Riccardo Muti zum neuen Chefdirigenten ab der Saison 2010/11. Bis dahin übernahmen Bernard Haitink und Pierre Boulez die Leitung des Orchesters. Mutis Amtszeit endete 2023. Anfang April 2024 gab das Orchester bekannt, dass Klaus Mäkelä es ab der Saison 2027–2028 als Chefdirigent leiten soll.
Das Orchester konzertiert in der Chicago Orchestra Hall (manchmal auch Theodore Thomas Orchestra Hall nach dem Gründer des Orchesters genannt). Der 1904 erbaute Komplex wurde 1966 einschneidend umgebaut, sodass der außerordentlich runde Klang verloren ging. Aufgrund des nunmehr trockenen und engen Klangbilds fanden Tonaufnahmen in der Folge meist andernorts statt, vor allem im Medinah Temple. 1997 endete eine erneute Umbauphase, die unter anderem das Ziel hatte, das alte Klangbild wiederherzustellen. Der Klang gewann tatsächlich hörbar an Breite und Schönheit, nur beschwerten sich nun die Musiker, dass sie sich untereinander nicht mehr hören konnten. Durch diverse Nachbesserungen soll mittlerweile ein erträglicher Zustand erreicht worden sein.

## Bekannte Mitglieder

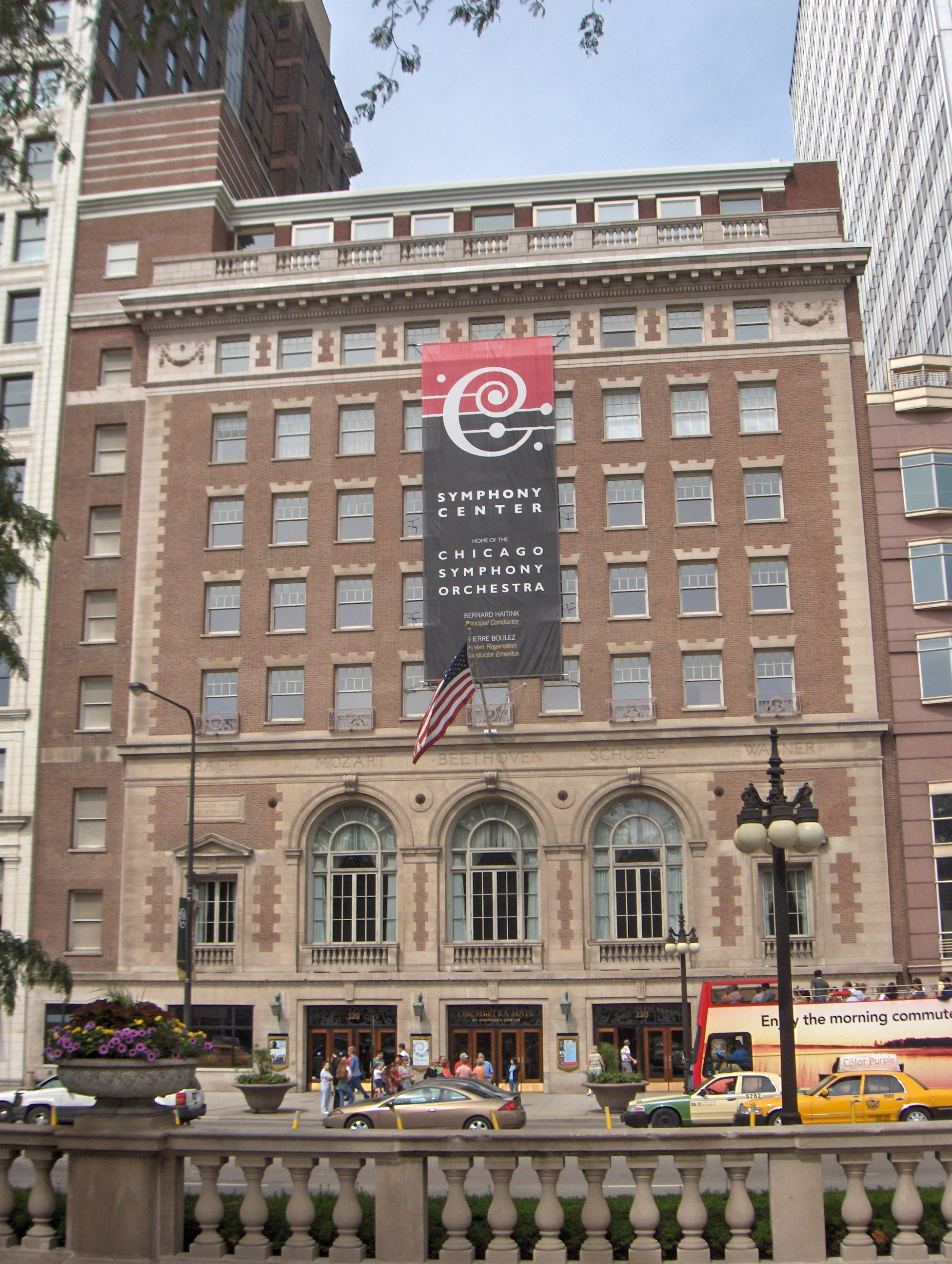
Chicago Orchestra Hall

- Dale Clevenger – Solohornist (1966–2013)
- Philip Farkas – Solohornist (1936–1941, 1947–1960)
- Adolph Herseth – Solotrompeter (1948–2001)
- Wendell Hoss – Solohornist
- Arnold Jacobs – Tubist (1944–1988)
- Helen Kotas Hirsch – Solohornistin (1941–1947)
- Hans Lange – Dirigent (1936–1946)
- Max Pottag – dritter bzw. zweiter Hornist (1907–1944)

## Auszeichnung
- International Opera Award 2014, beste Operngesamtaufnahme (für Verdis Otello unter Riccardo Muti)